# Desideria (Name)
Desideria ist ein heute selten verwendeter weiblicher Vorname. Das männliche Gegenstück ist Desiderius. Der Name hat lateinischen Ursprung. Desiderius bedeutet der Erwünschte, Ersehnte. Eine moderne Entsprechung zu Desideria ist der französische Name Désirée.
Eine Namensvariante ist Desiderata.